# De Afrosser
De Afrosser is een Vlaams katholiek weekblad met satirische inslag dat voor het eerst verscheen in 1911. De ondertitel van het blad luidde Rost af wie 't verdient. Het werd uitgegeven in Brussel. Het blad was de opvolger van het tijdschrift De Roskam (1910-'11).
Het weekblad drukte onder meer spotprenten af van cartoonisten die tekenden met de naam Zo-ot en Kergüel.
Zowel de artikels als de spotprenten werden herhaaldelijk het onderwerp van heftige discussie in het parlement.
In september 1928 begon het communistisch actiecomité dat actief was in de Antwerpse haven met de uitgave van een weekblad dat eveneens werd verspreid onder de titel De Afrosser, met als ondertitel Verschijnt wekelijks tot verdediging van de Werklieden der Haven. De publicatie werd gestopt in mei 1929 wegens financiële problemen.